# Pimecrolimus
Pimecrolimus is een immuunsuppressief medicijn. Het wordt verkocht als 1% crème onder de merknaam Elidel door Novartis. Het is geregistreerd voor de behandeling van mild tot matig-ernstig eczeem vanaf een leeftijd van 2 jaar, als corticosteroiden onvoldoende effect hebben of te veel bijwerkingen. Het probleem is echter dat de werkzaamheid van de crème gering is.

## Farmacologie
Pimecrolimus is een ascomycine macrolactam derivaat. Onder laboratorium omstandigheden werkt het als remmer van calcineurine. De activatie van T-cellen en de productie van inflammatoire cytokines wordt geremd.

## Bijwerkingen
Bij gebruik heeft pimecrolimuscrème weinig bijwerkingen. In het begin van het gebruik kan er kort na aanbrengen branderigheid optreden. Omdat het nog niet zo lang gebruikt wordt, is er nog weinig bekend over bijwerkingen op de lange termijn. De stof is bij gebruik eigenlijk niet aantoonbaar in het bloed, wat de kans op ernstige bijwerkingen klein maakt. Er zijn wel lymfomen gevonden bij patiënten die deze stof gebruikten, maar het bewijs dat er een verband is met gebruik van pimecrolimus ontbreekt.